# 艾爾·歐斯
亞伯特·劉易士·歐斯（英語：Albert Lewis Orth，1872年9月5日—1948年10月6日），綽號「The Curveless Wonder」，為美國職棒大聯盟的投手。生涯曾效力過費城人、參議員(今雙城)與高地人(今洋基)等隊。歐斯在退休後轉任大聯盟主審與大學棒球隊教練。

## 職業生涯
歐斯畢業於德堡大學。1895年，他在小聯盟拿下28勝。之後他在8月15日登上大聯盟，並拿下8勝1敗，防禦率3.89的成績。打擊方面，他的打擊率為3成56，並敲出1轟與13分打點。隔年他拿下15勝10敗，防禦率4.41。打擊率為2成56，並敲出1轟與13分打點。1902年，歐斯加入美聯的參議員隊。1904年，他加入紐約高地人。他從傑克·切斯伯手中習得口水球的用法，並在1906年投出27勝17敗，成功拿下美聯勝投王。
歐斯鮮少用變化球對付打者，他反而是用他的控球和速差的控制讓自己在投打對決中取得勝利。1907年，歐斯拿下大聯盟第199勝，然而他卻挑戰了9次才成功拿下第200勝。
此外，歐斯的打擊能力也相當出色。他生涯敲出464支安打名列投手史上第七高。生涯打擊率2成73，並敲出12轟與184分打點。

## 生涯投球數據
| 勝投 | 敗投 | 防禦率 | 出賽場次 | 先發 | 完投 | 完封 | 投球局數 | 安打 | 失分 | 自責分 | 全壘打 | 保送 | 三振 | 暴投 | 觸身球 |
| ---- | ---- | ------ | -------- | ---- | ---- | ---- | -------- | ---- | ---- | ------ | ------ | ---- | ---- | ---- | ------ |
| 204  | 189  | 3.37   | 440      | 394  | 324  | 31   | 3354.2   | 3564 | 1704 | 1256   | 75     | 661  | 948  | 43   | 83     |

## 退休之後
因為膝蓋傷勢和手臂痠痛，歐斯在1909年球季結束後退休。他在1912年開始擔任國聯的主審，1917年5月2日，Fred Toney和Hippo Vaughn都在同場比賽上演9局無安打，而歐斯正是那場比賽的主審。之後他因為膝蓋傷勢惡化而改當大學棒球隊的教練。
其實早期的大聯盟比賽中，兩邊球隊在比賽前會指派一名選手輪流擔任主審(當時全場只有固定一名裁判)，因此歐斯在退休前就有了擔任裁判的機會。1901年8月20日，歐斯就曾上場代打，又同時擔任主審。而且他還擊出一支安打。

## 逝世
1948年10月8日，歐斯在自宅去世，享壽76歲。他身後還有妻子與兩個兒子。

## 外部連結
- 球員資訊和成績在MLB，ESPN，Baseball-Reference，Fangraphs（英文）